# Сыть зонтичная
Циперус очереднолистный, Сыть зонтичная (лат. Cyperus alternifolius) — многолетнее травянистое растение; вид рода Сыть (Cyperus) семейства Осоковые (Cyperaceae) — многолетнее, вечнозелёное травянистое растение; вид рода Сыть (Cyperus) семейства Осоковые (Cyperaceae). Оно имеет множество других названий. Часто его называют Сытью, Папирусом, Ситовником, Осокой очереднолистной и даже Венериной травой. В Великобритании он получил название «растение-зонтик» из-за того, что его листья напоминают раскрытый зонт. За любовь к водоёмам и постоянно влажной почве в Египетском фольклоре цветок получил название «дар реки».

## Распространение и экология
Родиной растения является остров Мадагаскар.
В природных условиях циперус растёт по берегам рек, озёр и болот в непосредственной близости от воды и в воде, где образует непроходимые заросли. Выращивается в комнатных условиях. В Европу Циперус завезён в XVIII веке, а в закрытых помещениях его стали выращивать в 1880-х годах. Циперус стремительно завоевал популярность благодаря своему неповторимому изящному виду и неприхотливости в уходе. Растение широко используется для украшения и декорирования фонтанов, аквариумов, искусственных водопадов, водных зимних садов.

## Ботаническое описание
Взрослые растения образуют кусты высотой до 150—200 см.
Листья узкие, до 30 см длиной и 3 см шириной, поникающие, собраны в мутовки зелёного цвета, сидят на длинных трёхгранных черешках.
Ось колосков без сочленения. Кроющие чешуи расположены в два ряда. Цветки мелкие, невзрачные, ветроопыляемые. Завязь верхняя, одногнёздная, с одной семяпочкой. Плод — очень мелкий, шаровидный, трёхгранный или несколько сплюснутый орешек.
Растение имеет длинное ползучее корневище. Оно находится под землёй, но иногда может располагаться и на поверхности почвы.

##### Полезные свойства
С древних времён циперус имел большое практическое значение. Его прочные стебли использовались для плетения корзин, предметов одежды, а также изготовления древней бумаги — папируса. Мясистые корни некоторых видов циперуса употреблялись в пищу, за что он даже получил название «земляной миндаль». Циперус имеет не только оригинальный декоративный вид, но и широко применяется при лечении некоторых заболеваний. Отвар из его листьев и стеблей используется как средство при головных и желудочных болях, повышенном давлении, бессоннице. Выпитый натощак, этот напиток нормализует кровяное давление, ускоряет обменные процессы в организме. Вкус у отвара получается травянистый, но без горечи и с приятным ароматом. В некоторых странах корни растения добавляют в пищу и напитки. Стебли используют как материал для плетения коробов и предметов интерьера.
Его полезно держать в спальне или рабочем кабинете, так как его присутствие устраняет бессонницу, снимает головную боль, позитивно влияет на память и зрение. Это происходит из-за стимуляции кровообращения головного мозга.
Листья циперуса приходятся по вкусу кошкам и попугаям; из-за содержащихся в растении эфирных масел у животных зачастую возникает просто непреодолимая тяга к этому растению. Впрочем, оно не ядовито, и вреда домашним животным не приносит.
Циперус в народной медицине применяют при лечении простудных и кожных заболеваний, он способствует восстановлению менструального цикла и хорошо стимулирует пищеварение, а также улучшает кровообращение мозга, положительно влияет на людей с нарушениями памяти, сна и головной болью, оказывает обезболивающее действие, возбуждает половую активность, оказывает противогельминтное действие.

###### Таксономия
|  |                                      |  |                                                             |                                                             |                    |  | ещё 17 семейств (согласно Системе APG II) | ещё 17 семейств (согласно Системе APG II) |                    |  |  |  | около 600 видов |
|  |                                      |  |                                                             |                                                             |                    |  | ещё 17 семейств (согласно Системе APG II) | ещё 17 семейств (согласно Системе APG II) |                    |  |  |  | около 600 видов |
|  |                                      |  |                                                             | порядок Злакоцветные                                        |                    |  |                                           |                                           | род Сыть           |  |  |  |                 |
|  |                                      |  |                                                             | порядок Злакоцветные                                        |                    |  |                                           |                                           | род Сыть           |  |  |  |                 |
|  | отдел Цветковые, или Покрытосеменные |  |                                                             |                                                             | семейство Осоковые |  |                                           |                                           | вид Сыть зонтичная |  |  |  |                 |
|  | отдел Цветковые, или Покрытосеменные |  |                                                             |                                                             | семейство Осоковые |  |                                           |                                           |                    |  |  |  |                 |
|  |                                      |  | ещё 44 порядка цветковых растений (согласно Системе APG II) | ещё 44 порядка цветковых растений (согласно Системе APG II) |                    |  |                                           | ещё до 120 родов                          | ещё до 120 родов   |  |  |  |                 |
|  |                                      |  |                                                             | ещё 44 порядка цветковых растений (согласно Системе APG II) |                    |  |                                           |                                           | ещё до 120 родов   |  |  |  |                 |

## Уход в домашних условиях
Хотя циперус и способен переносить некоторое затенение, он предпочитает яркий рассеянный свет, способен переносить прямые солнечные лучи, притенение от прямого солнца понадобится только летом. Хорошо растёт и при искусственном свете (освещение люминесцентными лампами не менее 16 часов в сутки).
Весной и летом оптимальный диапазон температуры для растения составляет 18—22 °C (то есть растение нуждается в постоянном притоке свежего воздуха), а зимой — не ниже 12 °C.
Основное правило ухода за циперусом — корни всегда должны быть в воде. Поэтому вазон или горшок с растением лучше размещать на глубоком поддоне или в кашпо с водой. Зимой полив следует немного уменьшить. Полив производят мягкой отстоянной водой.
Листья регулярно и часто надо опрыскивать отстоявшейся водой комнатной температуры.
Циперус подкармливают 1 раз в 2—3 недели комплексными удобрениями в течение всего года.
Для стимуляции роста старые желтеющие листья растений надо обрезать.
Пестролистные формы часто теряют свою пестроту и становятся зелёными. Для устранения этого необходимо срезать все появляющиеся побеги с зелёными листьями.
В пазухах листьев растения в течение почти всего года появляются невзрачные маленькие цветки коричневого цвета, собранные в колоски.
Пересаживать циперус можно по мере необходимости, в любое время года. Субстрат подходит слабокислый (pH 5,0—6,5), питательный. Питательную смесь для циперусов составляют из равных частей перегнойной и торфоболотной земли. К ней добавляют 1⁄6 часть болотного ила. Необходим хороший дренаж (не менее 1⁄6 высоты горшка). Горшки нужны высокие. Если горшок погружён в воду, землю сверху покрывают слоем песка. Циперус — замечательная культура для гидропоники.
Размножают циперус семенами, делением кустов и листовыми розетками, которые высаживают во влажный песок или ставят в банку с водой.
Семена высевают в плошки. Состав земли: торфяная — 1 ч. или листовая — 1 ч., а песок — 1⁄2 ч. Семена закладывают мелко; после посева плошки покрывают стеклом. Основной уход за посевами состоит в поливе тёплой водой и поддерживании температуры не менее 18 °C. Окрепшие сеянцы пикируют в 9-сантиметровые горшки, высаживая в каждый горшок по 3 сеянца. Состав земли: дерновая — 1 ч., торфяная — 1 ч., песок — 1⁄2 ч. Уход за растениями: полив обильный, в первое время притенение от ярких лучей солнца. Подросшие растения высаживают в 9-сантиметровые горшки, по 3 экземпляра. Состав земли: дерновая — 2 ч. или торфяная — 1 ч., а песок — 1 ч.
Целые листовые розетки лучше укореняются в комнатных парничках, а также будучи накрытыми стеклом. Розетки листьев срезают с кусочками побега и высаживают в песок, с нижним подогревом не менее 20 ℃, целесообразнее 22—24 °C. Можно испробовать и такой способ: наклонить верхушечную розетку листьев и опустить в стакан с водой, при этом её следует закрепить, не отделяя от растения. Вскоре укоренившееся растение можно будет отделить и посадить в почву.
Черенкование производят круглый год. Перед посадкой у черенков поверхность листьев сокращают на 2⁄3. На черенки можно срезать верхнюю часть побега, под нижним узлом мутовки. Черенки помещают в посуду с водой. После появления корней (из узлов) черенки высаживают в 7-сантиметровые горшки.
Нередко размножают делением корневищ, обычно при пересадке растений. Для деления берут растения в возрасте старше 2 лет. Растения растут очень интенсивно.
Рост: быстрый.
Период покоя: не выражен; растение растёт круглый год.
Возможные трудности:
При избыточной сухости воздуха происходит подсыхание кончиков листьев.
Циперус устойчив к болезням. Он редко подвергается нашествию вредителей, но иногда на него могут нападать паутинный клещ, трипсы, белокрылка, червецы.